# Exposición Universal de París (1855)
La Exposición Universal de 1855 fue una exhibición internacional realizada en la ciudad de París, en el Campo de Marte. El día de apertura al público fue el 15 de mayo de 1855, hasta el 15 de noviembre del mismo año. El tema oficial fue Exposition Universelle des produits de l'Agriculture, de l'Industrie et des Beaux-Arts de Paris 1855 (En castellano, Exposición Universal de los productos de la agricultura, de la industria y las bellas artes de París).

## Historia
La exposición fue uno de los eventos más importantes de Francia, siendo organizado por el recién establecido reinado del emperador Napoleón III. Su inauguración fue posterior a la Gran Exposición de Londres en 1851 e intentó superar la construcción del Palacio de cristal (En inglés, The Crystal Palace) de dicha feria mediante la edificación de su propio Palacio de la Industria (en francés, Palais de l'Industrie). Las exhibiciones artísticas e industriales fueron consideradas superiores a las de exposiciones anteriores.
Para la exposición, Napoleón III solicitó un sistema que permitiese clasificar y elegir los mejores vinos de Burdeos que serían expuestos a los visitantes de todas partes del mundo. Agentes comerciales de la industria vinícola categorizaron los vinos de acuerdo a la reputación del château del que provenían y también por el precio de venta en el mercado, las cuales eran características que en aquel tiempo estaban directamente relacionadas con la calidad. El evento resultó en la Clasificación Oficial del Vino de Burdeos de 1855.  
El único vestigio que ha permanecido en pie de dicha exposición es el Théâtre du Rond-point des Champs-Élysées, diseñado por el arquitecto Gabriel Davioud, y que originalmente albergó el Panorama Nacional. 

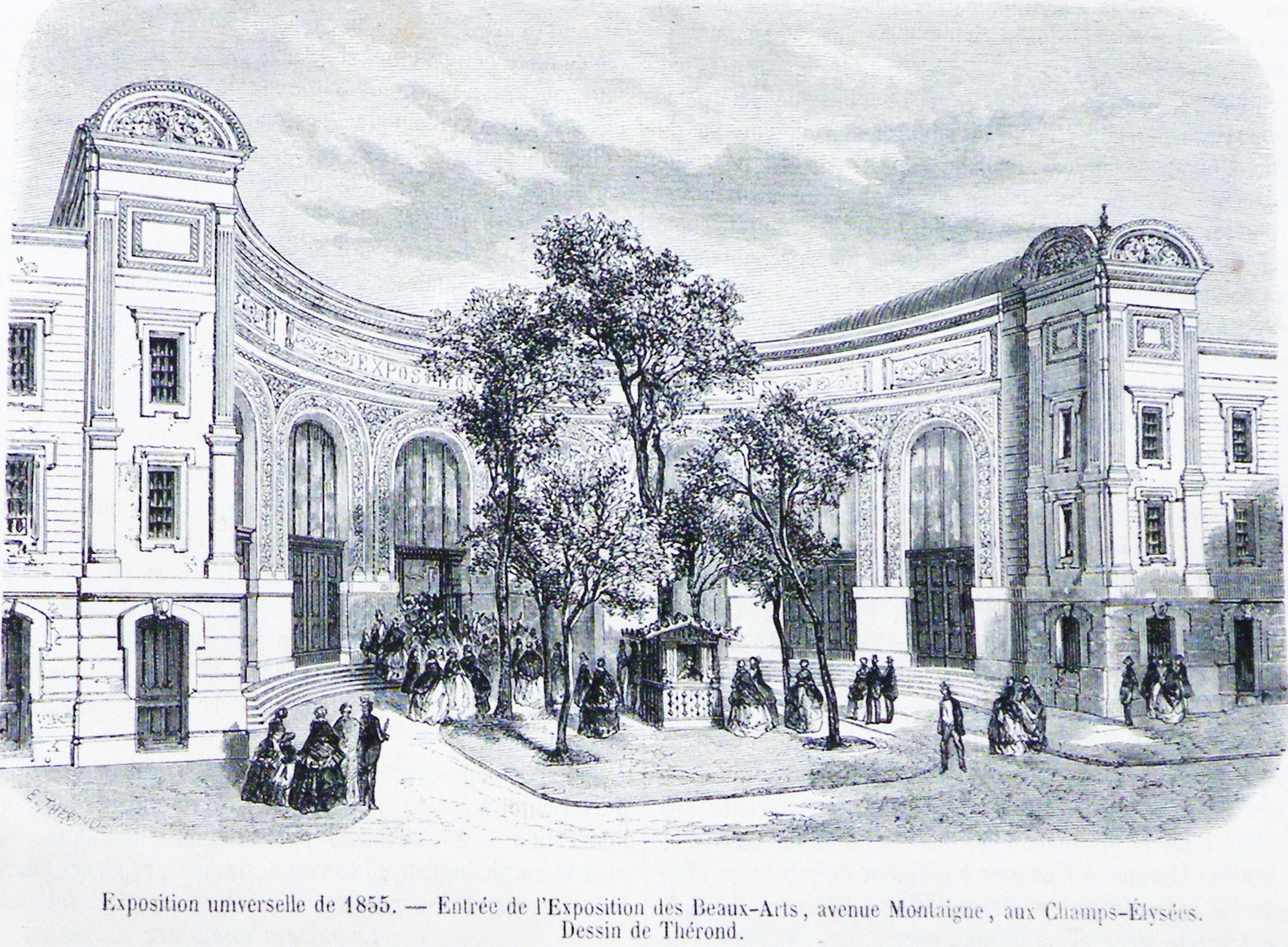
Imagen del Palais des Beaux-Arts.

### Palacio de las Bellas Artes
Esta fue la primera exposición que incluyó un pabellón dedicado exclusivamente a las bellas artes, y donde participaron alrededor de 28 países con sus obras pictóricas que ascendían la cifra de 5000 pinturas expuestas. Entre los artistas que fueron seleccionados para que presentasen su obra pictórica estaban: Eugène Delacroix (35 pinturas), Dominique Ingres (40 pinturas), Camille Corot (6 pinturas), Jean-François Millet (una pintura), Charles-François Daubigny, Johan Barthold Jongkind, entre otros.

## Datos
De acuerdo con los reportes oficiales hubo 5.162.330 visitantes a la exposición, de los cuales 4.2 millones acudieron al pabellón industrial y 0.9 millones ingresaron a la sección de bellas artes. La inversión o coste superó los 5.000.000 de dólares, y las ganancias alcanzaron escasamente una décima parte de esa cantidad. La exposición ocupó un terreno de 16 hectáreas, y contó con la participación de 34 países.